# Зевальдзе
Зевальдзе (нем. Seewaldsee, Seewald See) — горное озеро на западе Австрии. Располагается на территории округа Блуденц в федеральной земле Форарльберг.
Зевальдзе представляет собой слабопроточное озеро ледникового происхождения, находящееся на высоте 1133 м над уровнем моря в юго-восточной части общины Фонтанелла. Площадь озера составляет около 1,1 га, наибольшая глубина достигает 14 м. Прозрачность воды — 4 м. Дно озёрной котловины сложено мореной, содержащей водонепроницаемую смесь глины с доломитом.
На глубине 6 метров вода в озере средней жёсткости (12,6 °dH), слабощелочная (pH 7,8).
Сток из озера осуществляется на юго-запад, по короткому водотоку, теряющемуся на горном склоне в окружающем лесу.